# Filmstaden Sergel
Le Filmstaden Sergel est un multiplexe cinématographique du réseau SF Bio situé dans le centre de Stockholm, en Suède, au niveau de la place publique Hötorget et de la rue piétonnière Sergelgatan. Le complexe comporte 14 salles et 2667 places.